# Erateini
Erateini  este un oraș în Grecia în prefectura Focida.